# کوزینکا
کوزینکا (به لاتین: Kozinka) یک منطقهٔ مسکونی در روسیه است که در استان آستراخان واقع شده‌است.